# مجيد جعفر
مجيد حميد جعفر (مواليد عام 1976) هو رجل أعمال من الإمارات العربية المتحدة عراقي الأصل، يشغل منصب الرئيس التنفيذي لشركة نفط الهلال ، أقدم شركة خاصة في قطاع النفط والغاز في الشرق الأوسط. وهو نائب رئيس مجلس إدارة مجموعة الهلال، وهي مجموعة شركات تملكها عائلته، إضافة إلى كونه المدير المنتدب لشركة دانة غاز (ش.م.ع.). وفي 2014، أدرجته مجلة الشرق الأوسط ضمن أكثر 50 شخصية عربية تأثيراً.

## النشأة
مجيد جعفر هو الابن الأكبر لحميد جعفر، مؤسس شركة نفط الهلال ورئيس مجلس إدارة مجموعة الهلال، وهو حفيد ضياء جعفر، سياسي وعضو في مجلس الوزراء في العقد الأخير من حقبة الملكية العراقية، أثناء حكم الملك فيصل الثاني وحتى عام 1958.

### التعليم
درس جعفر في كلية إيتون وتخرج من جامعة كامبريدج (كلية تشرتشل) بشهادة بكالوريوس وشهادة الماجيستير في الهندسة (ميكانيكا الموائع والديناميكا الحرارية)، وحصل على شهادة الماجستير بامتياز في الدراسات الدولية والدبلوماسية من كلية الدراسات الشرقية والأفريقية في جامعة لندن، وشهادة الماجستير في إدارة الأعمال بامتياز من كلية إدارة الأعمال في هارفارد.

### المرحلة المهنية المبكرة
قبل التحاق جعفر بمجموعة الهلال في 2004، عمل لعدة سنوات في قسم الاستكشاف والإنتاج وقسم مشاريع الغاز والطاقة في شركة شل في لندن.

## النفط والغاز
وفي 2004، استقال جعفر من شركة شل ليعمل لدى شركة نفط الهلال والتي يقع مقرها في الشارقة، الإمارات العربية المتحدة ، وعُيّن رئيساً تنفيذياً للشركة في 2011. تتركز أعمال نفط الهلال التجارية والاستكشافية في منطقة الشرق الأوسط وشمال أفريقيا ، وتحديداً في مصر والعراق\كردستان مسقط رأس عائلة جعفر. وفي جولة ترخيص للمشاريع عقدت في 2018، نالت نفط الهلال عقود امتياز جديدة لتنفيذ أعمال تطوير وإنتاج في حقلي الغاز كيلابات وكمر في العراق.
صُنّف جعفر من أقوى 25 شخصية في قطاع النفط والغاز في الشرق الأوسط ، وله كتابات ومنشورات عن قطاع الغاز والنفط  وسياسات الطاقة، وكذلك عن التحديات الاقتصادية في العالم العربي، وتطور الإمارات العربية المتحدة، فضلاً عن المواضيع والشؤون الجيوسياسية المعنية بالنفط والغاز في منطقة بحر قزوين وفي 2013، انتخب جعفر نائباً لرئيس مجلس مبادرة الطاقة العالمية ، وأدرج في لائحة أبرز 100 قائد أعمال في الشرق الأوسط، إضافة إلى حصده لقب ”أبرز قائد حكيم للعام“ ضمن حفل جوائز الرؤساء التنفيذيين في الشرق الأوسط في 2013. ولقبته أموال ”أفضل رئيس تنفيذي“ عبر قطاع الطاقة لعام 2013، إضافة إلى حصده لقب قائد عالمي شاب من المنتدى الاقتصادي العالمي.
يشارك جعفر في عضوية مجلس أمناء المنتدى العربي للبيئة والتطوير ، وفي مجلس معهد الطاقة العراقي ، وهو عضو في منظمة الرؤساء الشباب  وفي لجنة مستشاري المعهد الملكي للشؤون الدولية (تشاثام هاوس) في لندن الذي يرأسه رئيس الوزراء البريطاني السابق جون ماجور.
وجعفر أيضاً عضو في المجلس الاستشاري التخصصي لـ كليات التقنية العليا والمجلس الاستشاري الدولي لـ مجلس الأطلسي ، وهو المدير المعتمد  لـ معهد المديرين. وشارك جعفر سابقاً في عضوية مجلس غرفة التجارة في الشارقة (الإمارات العربية المتحدة)، ومعرض إكسبو الشارقة وجمعية الصداقة العراقية البريطانية.
لقب جعفر أحد أكثر 100 قائد إلهاماً في الشرق الأوسط، وأدرج ضمن قائمة أبرز 50 شخصية من بين 100 شخصية مهمة في دبي عن فئة: أكثر الشخصيات تأثيراً في الإمارة، التي أصدرتها مجلة أرابيان بزنس. وفي 2017، ترأس جعفر قمة الشرق الأوسط وشمال أفريقيا التابعة للمنتدى الاقتصادي العالمي (إلى جانب رئيسة المفوضية الأوروبية أوروسلا فون دير ليين، ورئيس  شركة ماكنزي والشريك الإداري العالمي فيها دومينيك بارتون ، التي حضرها أكثر من 1,200 من قادة القطاعات الحكومية والأعمال والمجتمع المدني من أكثر من 60 دولة.

## التنمية الاقتصادية
شغل جعفر منصب نائب رئيس مجلس الأجندة العالمية للمنتدى الاقتصادي العالمي بخصوص بطالة الشباب  وهو مؤسس ”خطة الاستقرار العربي“ التي تركز على توفير فرص العمل عن طريق الاستثمار في البنى التحتية الأساسية بهدف تحقيق الاستقرار الاقتصادي واستدامته. (42) وقد بيّنت هذه الخطة كيفية إتاحة ما يصل إلى 11 مليون وظيفة في غضون 5 سنوات، ونفذت هذه المبادرة بقيادة عربية واستثمارات ضُخَّت معظمها من القطاع الخاص وصل مجموعها إلى نحو 60 مليار و185 مليار دولار لتوفير فرص العمل في مشاريع واسعة النطاق لتنمية البنية التحتية. وقد ألّف جعفر مجوعة من المقالات عن القضايا الاجتماعية والاقتصادية التي تواجهها الدول العربية نشرت في الفاينانشال تايمز، وديلي تيليغراف)، وهاف بوست ، وشارك في مقابلات على قنوات إخبارية رائدة مثل بي بي سي ، وسي إن بي سي. وفي 2014، أدرجته أرابيان بزنس ضمن أكثر 100 شخصية عربية قوية في العالم وضمن أبرز ”المفكرين“.
وفي مارس 2014، شارك جعفر في تأسيس مركز التنمية الاقتصادية في أبوظبي بشراكة مع كلية إنسياد للأعمال، وكان الرئيس المؤسس لمجلس الأعمال في المركز. وشارك في عضوية المجلس الاستشاري عن الشرق الأوسط لمؤسسة كارنيغي للسلام الدولي وكلية الأعمال في هارفارد، وهو عضو في مجلس مؤسسة الملكة رانيا، كما أنه من الرعاة المؤسسين للصندوق الملكي الدولي في المملكة المتحدة.
وألف جعفر الفصل الافتتاحي لتقرير الأداء والتقدم: مقالات عن الرأسمالية، والأعمال والمجتمع، الذي نشرته دار نشر جامعة أوكسفورد في 2015.

## مبادرات خيرية في مجال التعليم
قدمت عائلة جعفر الدعم لبرنامج جعفر للأبحاث الأستاذية في الهندسة البترولية في جامعة كامبريدج ولمركز جعفر للتعليم التنفيذي في الجامعة الأمريكية في الشارقة. وفي 2015، افتتح أمير ويلز قاعة جعفر وصالة عرض جعفر في كلية إيتون. ويشارك جعفر في عضوية مجلس أمناء مؤسسة كلمات لتمكين الأطفال.
وجعفر هو الرئيس الشريك لحملة Business Backs Education  الهادفة إلى تشجيع الشركات على زيادة إنفاقها على مبادرات المسؤولية المجتمعية المؤسسية لسد عجز بقيمة 26 مليار دولار لتمكين الدول من توفير خدمات التعليم الأساسية. أطلقت هذه الحملة بالتعاون مع منظمة اليونيسكو وبدعم من الرئيس الأمريكي السابق بيل كلينتون وبروس جونسون.  

## مبادرات خيرية في الطب
ولجعفر أيضاً مساهمات بارزة في المجال الطبي وتحديداً فيما يخص الأمراض النادرة، فهو المؤسس الشريك لمؤسسة لولو  التي أسسها إلى جانب زوجته لمعالجة المرض النادر (اضطراب نقص CDKL5) المصابة به ابنتهما الكبيرة علياء. ويشارك جعفر في عضوية مجلس الزملاء ومجلس الاستكشاف التابعين لكلية الطب بجامعة هارفارد.

## الحياة الشخصية
أنجب مجيد ولين جعفر ثلاثة أطفال (بنتين وولد). وأسست لين برغوت جعفر مركز هاي هوبس في دبي وتتولى إدارته، وهو مركز لتأهيل الأطفال وعلاجهم افتتحته في نوفمبر2017 صاحبة السمو الملكي الأميرة هيا بنت الحسين.